# 3,4-二甲基己烷
3,4-二甲基己烷，结构简式(CH3CH2CH(CH3))2，是辛烷的同分异构体，存在两个手性碳原子，但由于分子存在对称性，因而存在一个内消旋体，故总共有三个立体异构体，分别为：
1. (3R,4R)-3,4-二甲基己烷 CAS号：52919-17-2
2. (3S,4S)-3,4-二甲基己烷 CAS号：10203-80-2
3. (3R,4S)-3,4-二甲基己烷 CAS号：52949-33-4 （内消旋化合物）